# Wasserturm Böblingen

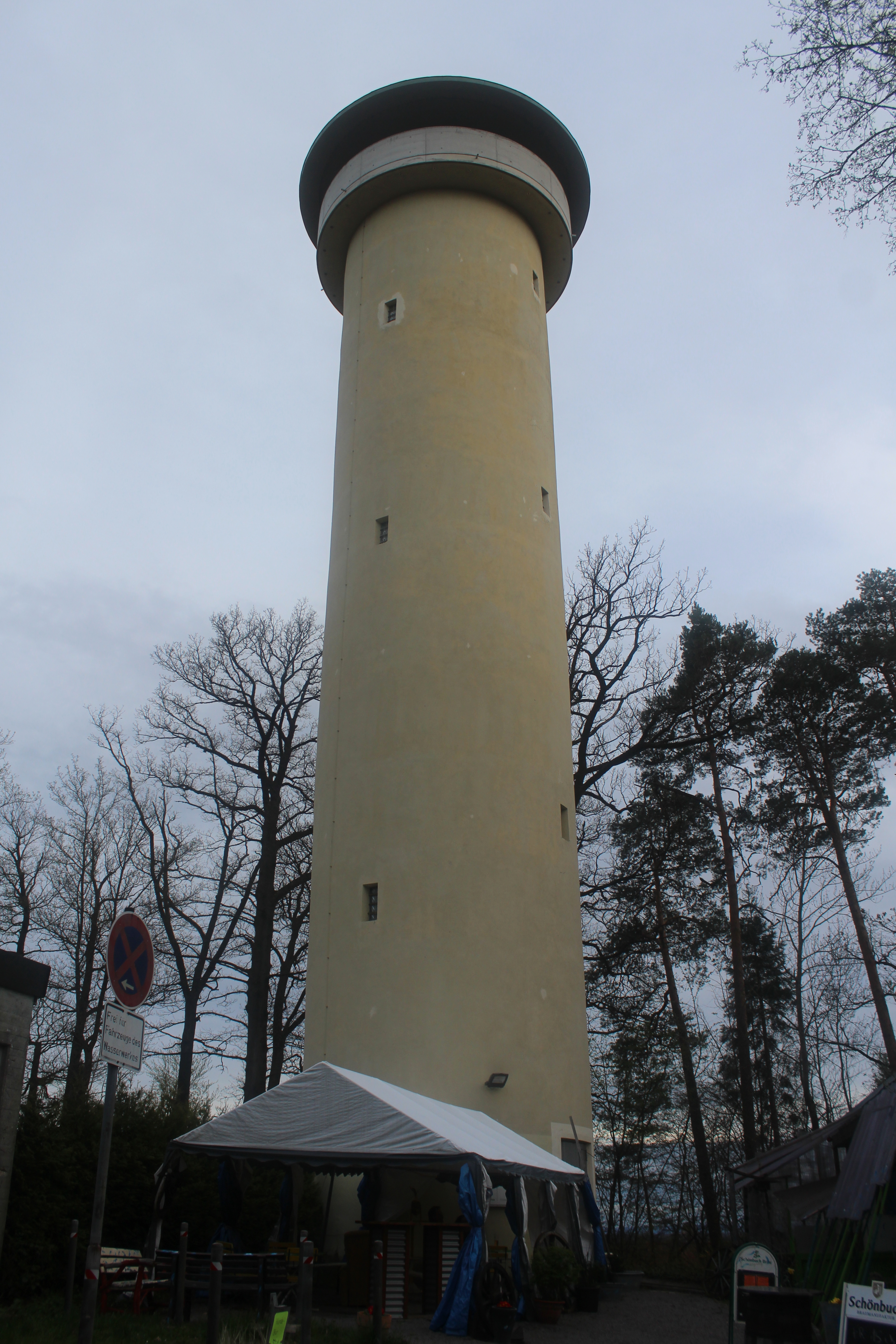
Wasserturm Böblingen

Der Wasserturm Böblingen (teilweise auch als Wasserturm auf der Waldburg bezeichnet) ist ein 1928 fertiggestellter Wasser- und Aussichtsturm in der baden-württembergischen Stadt Böblingen mit einem Behälter von 80 Kubikmetern.
Der 31,2 Meter hohe Wasserturm besitzt in 28 Metern Höhe eine Aussichtsplattform, zu der 151 Treppenstufen führen. Der Turm ist das höchste begehbare Bauwerk in Böblingen.

## Geschichte
Der Wasserturm wurde von Stadtbaumeister Gustav Eberle entworfen und von der Firma Kopp erbaut. Die Baukosten betrugen je nach Quelle zwischen 6.300 und rund 15.000 Reichsmark, an denen sich der Schwäbische Albverein mit einem Baukostenzuschuss von 1.000 Reichsmark beteiligte. Eingeweiht wurde der Turm am 1. April 1928 durch den Stadtschultheiß Georg Kraut, in Betrieb genommen am 1. Juli 1928.
Am gleichen Ort stand zuvor ein Fliegerbeobachtungsturm aus dem Jahr 1917, der zum Flughafen Böblingen gehörte und aufgrund seiner Baufälligkeit abgebrochen werden musste.
Im Jahr 2004 wurde der Turm außer Betrieb genommen, nach einer Sanierung ist er seit 2011 wieder in Betrieb. Seit 2019 war der Turm nicht mehr als Aussichtsturm zugänglich, die Wiederöffnung erfolgte am 12. September 2024.

## Umgebung

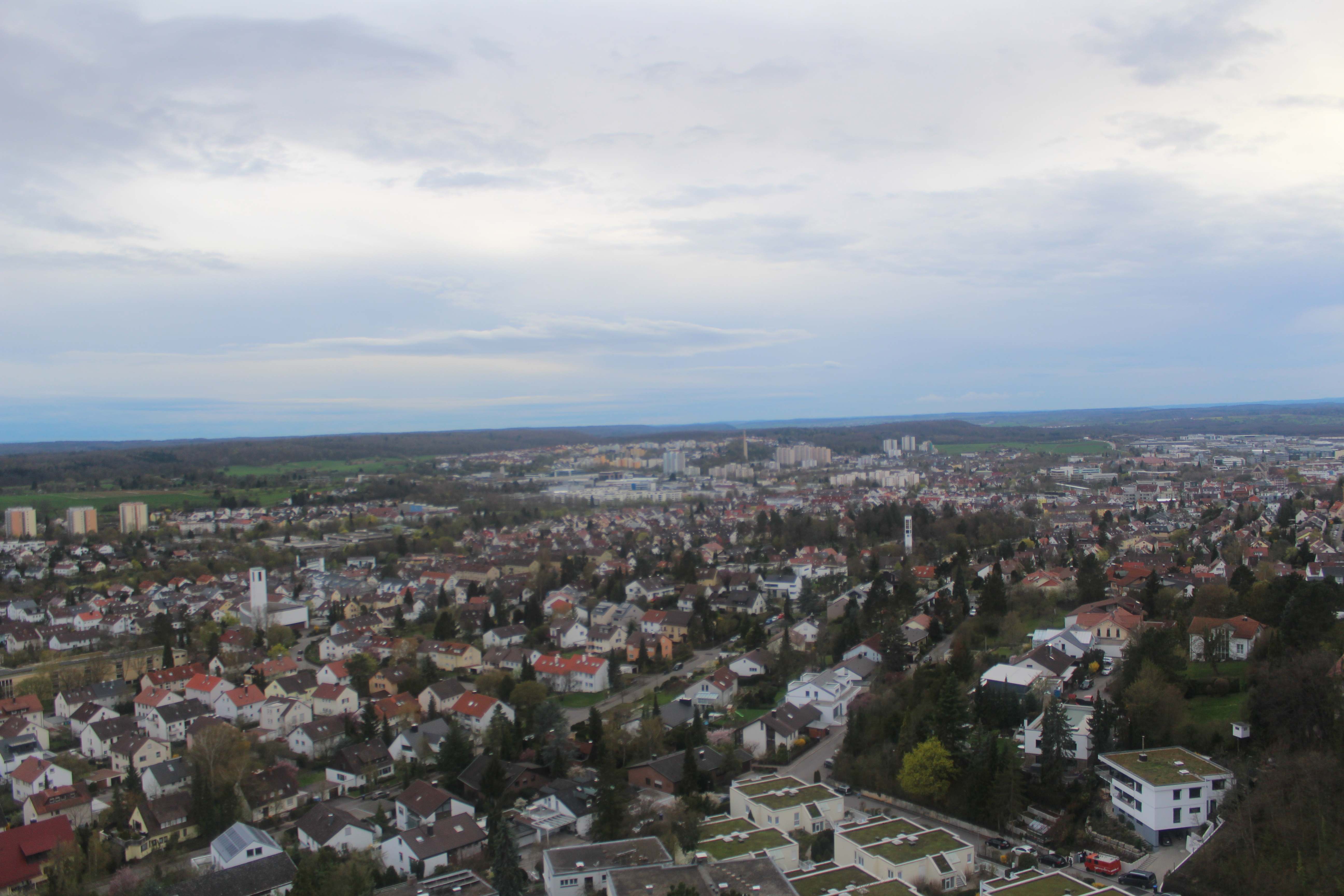
Böblingen vom Wasserturm aus gesehen.

Neben dem Wasserturm befinden sich ein Spielplatz und ein Biergarten.